# Eoban (imię)
Eoban – imię (łac.) Eoba, Eobanus, (ang.) Aebbe, Ebba to imię pochodzenia germańskiego i oznacza tyle co mężczyzna. Imieniny obchodzone są 7 czerwca, 26 lipca.